# Laminació produïda per corrents ondulatoris
La laminació produïda per corrents ondulatoris són ripples produïts pels corrents ondulatoris de les ones. Es distingeix de l'estratificació creuada produïda pel corrent de les ones en que, en aquest cas, en el llit es formen discontinuïtats, no com a elements individuals sinó associats junts.
Els corrents ondulatoris poden generar els següents tipus d'estratificació:
- Laminació de llits en forma de V (plecs chevron): Les ones tendeixen a formar cúspides.
- Laminació a trets (offshots): Es forma amb corrent d'alta energia i prenen l'aparença clàssica de fibra muscular.
- Laminació geperuda (estratificació creuada hummocky): Aquest tipus d'estratificació s'associa amb alta energia d'esdeveniments excepcionals, com una tempesta. Es caracteritza per una inclinació de les làmines o capes de menys de 10° i per la seva sistemàtica variació lateral de gruix. La superfície superior pot ser plana o lleugerament ondulada, però sovint és erosionat per les ones. En general es troba en els dipòsits de sorra.
- Laminació de llits creuats (Cross-bedding): Aquest laminat és característic de la zona d'onatge de la platja, on les làmines s'enfonsen al mar pel moviment de les ones. L'angle d'inclinació de les làmines varia de 2° a 10°. Excepcionalment, també es troba en els sistemes d'esculls amb llacuna on la platja forma una barra que separa el mar obert de la llacuna. En aquest entorn es troba també làmines inclinades cap a terra.